# Jonny Danielsson
Jonny Danielsson, född 4 september 1964 i Järna församling, Kopparbergs län,  är en svensk före detta långdistanslöpare som tävlade för Kvarnsvedens GoIF. Han är bror till längdåkaren Sven-Erik Danielsson.
Danielsson var en av Sveriges främsta långdistanslöpare i slutet på 1980-talet och är fortfarande innehavare av det svenska rekordet på 10 000 meter med tiden 27.55,74 som han satte 7 juni 1989 i Södertälje.
Vid VM i friidrott i Rom 1987 deltog han på 5 000 meter men blev utslagen i försöksheaten. Vid VM i Tokyo 1991 blev han åter utslagen i försöken på sträckan. Vid VM i Stuttgart 1993 tog han sig till final och kom tolva.
Vid OS i Seoul 1988 kom Danielsson tia i finalen på 5000 m.
Hans son Emil Danielsson är också en löpare som  deltagit vid finnkampen och flera internationella mästerskap. 